# 데이비드 로디

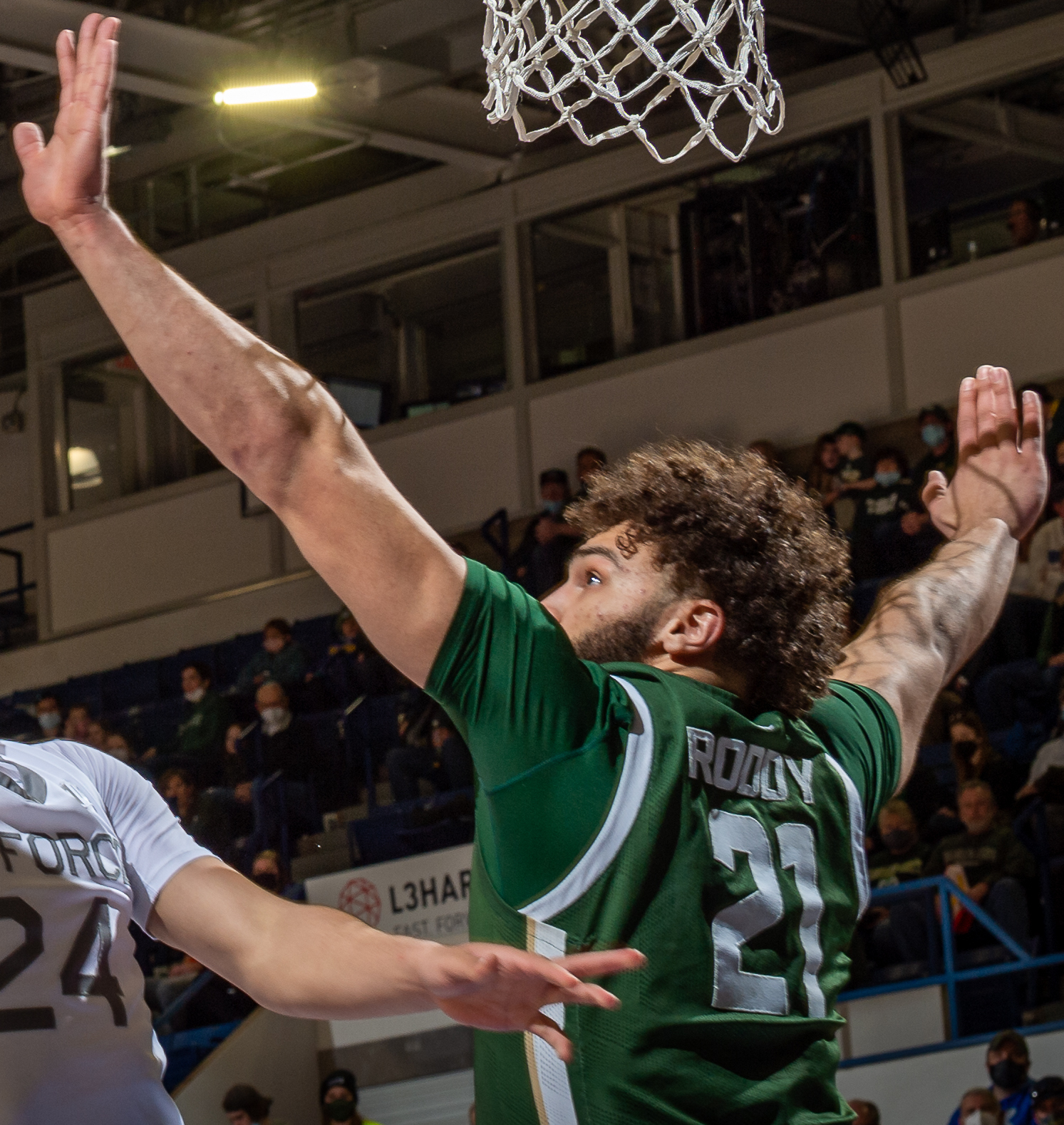

데이비드 로디(David Roddy, 본명: 데이비드 마이클 로디, David Michael Roddy, 2001년 3월 27일 ~ )는 전미 농구 협회(NBA) 애틀랜타 호크스의 미국 프로 농구 선수이다. 콜로라도 스테이트 램스(Colorado State Rams)에서 대학 농구를 했다.
고등학교 시절 로디는 농구, 미식축구, 육상 경기를 했으며 처음 두 과목에 대해 디비전 I 장학금 제안을 받았다. 궁극적으로 콜로라도주에서 대학 농구를 하기로 결정했다. 램스와 함께 그는 2학년 및 주니어 시즌에 1군 올 마운틴 웨스트에 지명되었으며, 주니어 시즌에는 마운틴 웨스트 올해의 선수로 선정되었다. 2022년 NBA 드래프트에서 필라델피아 세븐티식서스에 의해 전체 23순위로 드래프트되었지만 나중에 멤피스 그리즐리스로 트레이드되었다.

## 프로 경력
- 멤피스 그리즐리스 (2022-2024)
- 피닉스 선즈 (2024)
- 애틀랜타 호크스 (2024~현재)